# Sagitún FC
El Sagitun FC es un equipo de fútbol de Belice que juega en la Liga Regional de Belice, la tercera liga de fútbol en importancia en el país.

## Historia
Fue fundado el 28 de mayo del año 1992 en Independence Village y formó parte de la Liga Premier de Belice entre 1998 y 2005, cuando dejaron de serlo por problemas financieros y a los constantes cambios en la estructura del fútbol en Belice.
Han sido campeones de la máxima categoría en 3 ocasiones, todas a inicios del siglo XXI y son el equipo más exitoso de Independence Village.
A nivel internacional participaron en la Copa Interclubes UNCAF 2000, aunque no pasaron de la primera ronda, a diferencia de otros equipos de Belice en competiciones internacionales, sus resultados fueron bastante decorosos.

## Palmarés
- Liga Premier de Belice: 3

1999/2000, 2002/03, 2004

## Participación en competiciones de la UNCAF
| Temporada | Torneo                 | Ronda          | Club               | Casa | Visita | Global    |
| --------- | ---------------------- | -------------- | ------------------ | ---- | ------ | --------- |
| 2000      | Copa Interclubes UNCAF | Fase de grupos | Árabe Unido        | 2-2  | 1-2    | 3.º Lugar |
| 2000      | Copa Interclubes UNCAF | Fase de grupos | CSD Comunicaciones | 1-4  | 1-1    | 3.º Lugar |

## Jugadores

### Jugadores destacados
- Hilberto Muschamp
- Wilmer García
- Deris Benavides
- Bent Burgess
- Oliver Hendricks